# Taxi, un encuentro
Taxi, un encuentro es una película argentina con guion y dirección de Gabriela David que fue estrenada el 13 de septiembre de 2001. Tiene como protagonistas a Diego Peretti, Miguel Guerberof, Josefina Viton, Pochi Ducasse y Pablo Brichta. Es un drama que gira en torno a la relación que entablan una muchacha y un joven ladrón conductor ocasional de un taxi. 

## La directora
Gabriela David es una guionista y directora de cine argentina que nació en 1960 en la ciudad de Mar del Plata, Provincia de Buenos Aires, que es la hija mayor del fallecido director de cine Mario David. Ya en 1978 fue asistente de dirección en el filme La rabona dirigido por su padre y luego de realizar cuatro cortometrajes y trabajar como asistente en otras películas dirigió en 2000, Taxi, un encuentro, su primer largometraje:, sobre su propio guion y con producción independiente. 

## Reparto
- Diego Peretti ... Esteban “Gato”
- Miguel Guerberof ... Padre
- Josefina Viton ... Laura (Chica)
- Pochi Ducasse ... Abuela
- Pablo Brichta ... Pasajero carnicero
- Daniel Moreno ... Taxista
- Ricardo Díaz Mourelle ... Tito
- Ernesto Torchia ... Coco
- Germán de Silva ... Luis
- Elvira Villarino ... Enfermera
- Mario De Cabo ... Pasajero cantor
- Paula Kohn ... Mujer
- Juan Carlos Jaksich ... Taxista 2
- Mónica Salvarezzo ... Actores de conjunto
- Mariel Angeleri ... Colegiala

## Sinopsis
Gato, un ladrón de poca monta vive con su padre paralítico en una casa semiderruida, sobrevivientes ambos dentro de una ciudad que los margina y los ignora. Gato asalta a un taxista y le roba el vehículo transformándose en ocasional trabajador hasta que, de pronto, una muchacha herida en un tiroteo se introduce en el automóvil. El ladrón la lleva a su casa (que se encuentra dentro del Barrio Mitre), atiende sus heridas y comienza a conocer el amor.

## Crítica
Dice Adolfo C. Martínez en su comentario crítico para el el diario La Nación que la trama del filme es íntima y pequeña en apariencia, pero dura y exploradora del alma humana cuando esta se halla acorralada contra las cuerdas. A pesar de algunas reiteraciones de guion y de cierta monotonía en el discurso narrativo la directora supo indagar en lo más recóndito de sus personajes usando para ello el camino de la calidez, de la emoción y, a veces, de la más pura poesía porteña. El filme muestra que en el cine las tramas más cotidianas tienen el valor de la reflexión y de la ternura si apuestan a la sencilla sinceridad. Por otra parte, la directora logró crear en la película una atmósfera creíble valorizada por una acertada fotografía de Miguel Abal y por una lograda banda musical debida al talento de Mariano Núñez West.
Diego Peretti cumple una excelente labor como ese muchacho integrante de una fauna porteña sin destino enfrentado a una decisión sobre su presente y su futuro en medio del temor y de la búsqueda de una mujer que otorgue sentido a su existencia. Convincentes en sus actuaciones Miguel Guerberof, Josefina Viton y el resto del reparto.
Manrupe y Portela opinan sobre la película:

"una historia sobre personas desacostumbradas a recibir cariño. Narrada con tensión y sensibilidad en varios momentos parece querer demostrar que muchas cosas no son tal como parecen, con una intención de rescatar la solidaridad como vínculo dentro de un contexto donde no todo está perdido. Invitada a participar del festival de Rotterdam en febrero de 2001, en abril se exhibió en el Festival internacional de Buenos Aires, en el de Montreal (Sección cine de América latina), en el festival de San Sebastián (Sección “made in Spanish” y en la CinemaFe de Nueva York (Sección “La mujer y el Cine”).

Por su parte el crítico Paraná Sendrós escribió en Ámbito Financiero que "vale la pena atender esta película voluntariamente pequeña, pero muy rica en contenidos, y bien lograda. En ella, Gabriela David ha sabido mostrarnos un relato creíble, y lleno de sensible humanismo, sobre el fugaz contacto entre un taxista nocturno y una adolescente que aparece en una esquina, herida de bala, un relato donde pocas cosas son como parecen a primera vista"

## Premios y nominaciones

### Asociación de Cronistas Cinematográficos de la Argentina
| Año  | Categoría                               | Película           | Resultado |
| ---- | --------------------------------------- | ------------------ | --------- |
| 2002 | Cóndor de Plata al Mejor Guion original | Taxi, un encuentro | Nominada  |

### Festival de Cine Internacional de Kerala
| Año  | Categoría                           | Película           | Resultado |
| ---- | ----------------------------------- | ------------------ | --------- |
| 2002 | Premio FIPRESCI para mejor película | Taxi, un encuentro | Ganadora  |
| 2002 | Premio especial del Jurado          | Taxi, un encuentro | Ganadora  |

### Festival de Cine Latinoamericano de Nueva York
| Año  | Categoría                                 | Película           | Resultado |
| ---- | ----------------------------------------- | ------------------ | --------- |
| 2002 | Premio Manzana de plata mejor ópera prima | Taxi, un encuentro | Ganadora  |

### Festival de Cine Internacional de París
| Año  | Categoría   | Película           | Resultado |
| ---- | ----------- | ------------------ | --------- |
| 2002 | Gran Premio | Taxi, un encuentro | Nominada  |

### Festival de Cine Latinoamericano de Toulouse
| Año  | Categoría                       | Película           | Resultado |
| ---- | ------------------------------- | ------------------ | --------- |
| 2002 | Premio Revelación de la Crítica | Taxi, un encuentro | Ganadora  |

### Festival Internacional de Cine de Viña del Mar
| Año  | Categoría   | Película           | Resultado |
| ---- | ----------- | ------------------ | --------- |
| 2002 | Gran Premio | Taxi, un encuentro | Ganadora  |